# VfL Pirna-Copitz
VfL Pirna-Copitz is een Duitse voetbalclub uit Copitz, een stadsdeel van Pirna, Saksen.

## Geschiedenis
De club werd opgericht in 1907. Hoewel het voetbal in die tijd in Saksen erg regionaal verdeeld werd slaagde de club er nooit in door te dringen tot de hoogste regionen. Na de Tweede Wereldoorlog werd de club ontbonden. De club werd heropgericht als SG Pirna. Na de invoering van het BSG-systeem werd de club BSG Einheit Pirna. In 1966 werd de club overgenomen door het bedrijf SDAG Wismut en werd de naam BSG Wismut Pirna-Copitz. Nu ging het beter met de club die tot dusver in de lagere klassen speelde. In 1969 promoveerde Wismut naar de Bezirksliga Dresden en twee jaar later naar de DDR-Liga. In het eerste seizoen eindigde de club op een zevende plaats, maar het jaar daarna degradeerde Wismut. Tot aan het einde van de DDR speelde de club in de Bezirksliga.
Na de Duitse hereniging werd opnieuw de historische naam aangenomen. In 2011 degradeerde de club uit de Sachsenliga maar veroverde het verloren gegane terrein in 2015 terug.